# Le Clion-sur-Mer
Pour les articles homonymes, voir Clion.
Le Clion-sur-Mer est aujourd’hui une subdivision de la commune française de Pornic, située dans le département de la Loire-Atlantique et la région Pays de la Loire.
Cette ancienne commune, rattachée à Pornic en 1973, fait partie de la Bretagne historique, dans le pays traditionnel du pays de Retz et dans le pays historique du pays nantais. Ses habitants s'appellent les Clionnais.

## Géographie
Le Clion-sur-Mer est situé au bord du baie de Bourgneuf a l'est de Pornic. 
|                     | Saint-Père-en-Retz   | Chauvé                                    |
| Pornic              | Le Clion-sur-Mer     | (Canal de Haute Perche), Arthon-en-Retz   |
| (Baie de Bourgneuf) | ((Baie de Bourgneuf) | La Bernerie-en-Retz, Les Moutiers-en-Retz |

### Urbanisme
C'est devenu aujourd'hui un quartier moderne de Pornic en pleine expansion, principalement résidentiel, mais qui concentre aussi beaucoup de services comme l'Hôpital Intercommunal du pays de Retz, une zone industrielle, une zone commerciale comportant de luxueux hôtels.

## Toponymie
Ernest Nègre fait remonter l'origine du nom Clion au mot oïl cloon  « claie ou clôture ».
Le nom a été changé de « Le Clion » à « Le Clion-sur-Mer » le 6 août 1927.

## Histoire
L'église catholique Saint Pierre date de 1625–1636.
À la suite de la Révolution française en 1790, Le Clion est rattaché au canton de Pornic dans le district de Paimbœuf en Loire-Inférieure. En 1800 Le Clion est absorbé dans l'arrondissement de Paimbœuf et ensuite dans l'arrondissement de Saint-Nazaire en 1926.
98 hommes du Clion, mort dans la première guerre mondiale, sont commémorés sur le monument dans le cimetière et dans l'église, soit 4.99% de la population du 1911. Quinze autres morts sont enterrés dans un « Carré  Militaire » en cimetière, de l'hôpital complémentaire no 65 établi à Clion. Le cimetière est aussi un site du Commonwealth War Graves de la Seconde Guerre mondiale avec plus de 70 sépultures, la majorité étant des victimes du naufrage du RMS Lancastria le 17 juin 1940. 25 ne sont pas identifiés.

## Culture

### Héraldique
| Blason | Blasonnement : De sinople à la barre d'argent chargée de trois mouchetures d'hermine de sable et accompagnée de deux tours-carillons aussi d'argent, l'une en chef, l'autre en pointe. Commentaires : La barre d'argent symbolise le canal de Haute-Perche. La tour-carillon du Clion date du XVe siècle : on y allumait des feux, les nuits sans lune, pour guider les navires vers le canal. Les mouchetures d'hermine évoquent l'hermine plain de la Bretagne, rappelant l'appartenance de la ville à la Bretagne. Blason conçu par M. Fleury et M. Durivault (délibération municipale du 12 mai 1946), enregistré le 13 mai 1970. |

### Devise
La devise du Clion-sur-Mer : Semper Virens (« Toujours verdoyant »)

### Fêtes et manifestations
Durant l'été, dans l'ancienne commune se tient une fête appelée Les Clionnades.

### Personnalités liées à la commune
- Pierre Fleury (1876-1969), homme politique français du XXe siècle, maire du Clion (1925-1964), sénateur de la Loire-Inférieure (1948-1955) ;